# Васильевка (Добрушский район)
Васи́льевка (бел. Васі́льеўка) — агрогородок в Добрушском районе Гомельской области Беларуси. Входит в состав Переростовского сельсовета.

## Административное устройство
До 16 декабря 2009 года центр Васильевского сельсовета. До 9 апреля 2023 года входил в состав Тереховского сельсовета.

## География

### Расположение
В 28 км на юго-восток от районного центра Добруш, в 51 км от Гомеля, в 10 км от железнодорожной станции Тереховка, расположенной на линии Гомель — Бахмач.

### Водная система
Расположено озеро.

## Транспортная система
Транспортная связь по автомобильной дороге, связывающей агрогородок с Добрушем.
В деревне 344 жилых дома (2004 год). Планировка состоит из 2 параллельных улиц с 4 переулками. Застройка двухсторонняя, деревянными домами усадебного типа. В 1986—1987 годах построены кирпичные дома на 50 квартир, в которых были переселены жители с загрязнённых после катастрофы на Чернобыльской АЭС территорий.

## История
Археологами в 2-х км обнаружено городище. По письменным источникам деревня известна с начала XVIII века в составе Минского воеводства Великого Княжества Литовского. После 1-го раздела Речи Посполитой (1772 год) в составе Российской империи. В 1775 году деревня находилась во владении фельдмаршала графа П. А. Румянцева-Задунайского. С 1834 года владение фельдмаршала графа И. Ф. Паскевича. В 1788 году в составе Белицкого повета Могилёвской губернии. В 1795 году в Зефельдской экономии Гомельского имения. В 1870 году открыта Михайловская церковь, работала круподробилка. В 1868 году действовали круподробилка и хлебозапасный магазин. В 1885 году находилась деревянная церковь, 6 ветряных мельниц. В 1897 году действовали работали церковно-приходская школа, винная лавка, корчма. В 1909 году в Краснобудской волости Гомельского повета. В 1911 году открыто потребительское товарищество.
Летом 1918 года во время немецкой оккупации жители создали партизанский отряд, которым руководили братья Кожеки. 15 марта 1920 года создан сельскохозяйственный кооператив. В 1926 году в деревне находились почтовый пункт, начальная школа, отделение потребительской кооперации, сельскохозяйственное товарищество.
С 8 декабря 1926 года является центром Васильевского сельсовета Краснобудского района, который 4 августа 1927 года вошёл в состав Тереховского района, который 25 декабря 1962 года стал частью Добрушского района. В Гомельском округе до 26 июля 1930 года, в Гомельской области с 20 февраля 1938 года.
В 1929 году организован колхоз имени К. Я. Ворошилова. В деревне находились торфодобывающая артель, 4 ветряные мельницы, кузница, конная круподробилка.
Во время Великой Отечественной войны оккупанты в сентябре 1943 года сожгли 492 двора и убили 23 мирных жителей. В бою за деревню погибло 29 советских солдат, которые похоронены в 2 братских могилах. На фронтах и партизанской борьбе погибли 323 жителя деревни. В память о погибших в 1968 году установлен обелиск.
В 1972 году в Васильевку переселилась часть жителей посёлка Ягодное. Центр колхоза имени Ю. А. Гагарина. Функционируют кирпичное производство, средняя школа, Дом культуры, библиотека, амбулатория, аптека, детский сад, отделение связи, столовая, 3 магазина.
В состав Васильевского сельсовета до 1972 года находились посёлок Ягодное и до 1987 года посёлок Красный Рог, Красный Орёл, ныне не существующие.
До 16 декабря 2009 года центр Васильевского сельсовета.
В 2011 году деревня Васильевка, находящаяся в административном подчинении Тереховского поселкового Совета депутатов и Тереховского поселкового исполнительного комитета Добрушского района, преобразована в агрогородок.

## Население

### Численность
- 2004 год — 344 двора, 745 жителей.

### Динамика
- 1775 год — 81 двор.
- 1788 год — 560 жителей.
- 1795 год — 680 жителей.
- 1816 год — 179 дворов, 1024 жителя.
- 1834 год — 229 дворов, 1439 жителей.
- 1885 год — 278 дворов, 1730 жителей.
- 1897 год — 330 дворов (согласно переписи).
- 1908 год — 409 дворов, 2649 жителей.
- 1926 год — 1443 жителя.
- 1940 год — 520 дворов.
- 1959 год — 1582 жителя (согласно переписи).
- 2004 год — 344 двора, 745 жителей.

## Культура
- Дом культуры
- Музей ГУО "Переростовская базовая школа"

## Достопримечательность
- Братские могилы (1943)
- Памятный знак-памятник, расположенный на территории бывшего пос. Красный Рог погибшим воинам в годы Великой Отечественной войны, которые проживали  в посёлке. И работали в местном колхозе до войны.